# Karkelo
Sexto álbum de estudio de la banda de Folk metal Korpiklaani.
La traducción del título del álbum es "fiesta".
El 15 de febrero de 2009 fue empezado a grabarse, lanzándose el 26 de junio.
Previamente al lanzamiento del disco fue puesto a la venta el sencillo Vodka, que incluía las canciones ¨Vodka¨ y ¨Juodaan Viina¨, (posteriormente incluidas en el disco) el 27 de mayo.

## Lista de canciones
| N.º | Título                                    | Duración |  |
| 1.  | «Vodka»                                   | 2:59     |  |
| 2.  | «Erämaan Ärjyt»                           | 2:56     |  |
| 3.  | «Isku Pitkästä Ilosta»                    | 4:10     |  |
| 4.  | «Mettänpeiton Valtiaalle»                 | 6:41     |  |
| 5.  | «Juodaan Viinaa» (cover)                  | 3:15     |  |
| 6.  | «Uniaika»                                 | 4:22     |  |
| 7.  | «Kultanainen»                             | 6:16     |  |
| 8.  | «Bring Us Pints of Beer»                  | 2:48     |  |
| 9.  | «Huppiaan Aarre»                          | 5:12     |  |
| 10. | «Könnin Kuokkamies» (Digipak bonus track) | 3:04     |  |
| 11. | «Vesaisen Sota»                           | 3:39     |  |
| 12. | «Sulasilmä»                               | 5:37     |  |
| 13. | «Kohmelo»                                 | 3:28     |  |

## Miembros
- Jonne Järvelä - Voz, guitarra acústica, guitarra eléctrica, mandolina
- Jarkko Aaltonen - bajo
- Matti "Matson" Johansson - batería, coros
- Juho Kauppinen - acordeón, coros, guitarras
- Jaakko "Hittavainen" Lemmetty - violín acústico y eléctrico, jouhikko, tin-whistle, torupill, mandolina, arpa de boca
- Kalle "Cane" Savijärvi - guitarras, coros

- Datos: Q977432